# Phyllachora fuscescens
Phyllachora fuscescens är en svampart som först beskrevs av Speg., och fick sitt nu gällande namn av Pier Andrea Saccardo 1883. Phyllachora fuscescens ingår i släktet Phyllachora och familjen Phyllachoraceae.   Inga underarter finns listade i Catalogue of Life.